# Christopher Newport
Christopher Newport (1561–1617) foi um marinheiro inglês e pirata. Foi capitão do Susan Constant, que levou colonos para Jamestown, Virginia, em 1607.

## Literatura
- A. Bryant Nichols Jr., Captain Christopher Newport: Admiral of Virginia, Sea Venture, 2007
- David A. Price, Love and Hate in Jamestown: John Smith, Pocahontas, and the Start of A New Nation, Alfred A. Knopf, 2003
- Breese, Steven, Actus Fidei, Steven Breese and Associates, 2007
- Smith, John, The Generall Historie of Virginia [“G.H.” London, 1623].
- Wingfield, Jocelyn R., Virginia’s True Founder: Edward Maria Wingfield, etc., [Charleston, 2007, ISBN 978-1-4196-6032-0].